# XXXVI Reunião Ordinária do Conselho do Mercado Comum
A XXXV Reunião Ordinária do Conselho do Mercado Comum ocorreu em 16 e 17 de dezembro de 2008, na cidade de Costa do Sauípe, Brasil.

## Participantes
Representando os estados-membros e associados
- Luiz Inácio Lula da Silva
- Cristina Fernández de Kirchner[2]
- Tabaré Vázquez
- Fernando Lugo
- Hugo Chávez[3]
- Evo Morales
- Michelle Bachelet

Participação especial de Fidel Castro, representando Cuba.

## Decisões
A reunião produziu 59 decisões.